# Darwinizmus

Korabeli karikatúra Darwinról (Hornet magazine, 1866)

A darwinizmus egy olyan világnézeti rendszer, mely Charles Darwin (1809-1882) elméletein alapul. Elméletének lényege az, hogy a természetben az élőlények egymással versengenek a fennmaradásért. A természetes szelekció útján mindig a legrátermettebb egyedek örökítik tovább génjeiket, a fajok pedig ezáltal egyre tökéletesebben alkalmazkodnak környezetükhöz. Az evolúcióbiológia szerint a mai fajok ezen a módon alakultak ki az egysejtűektől kezdve az emberig. Amikor Darwin leírta, hogy az embernek és az emberszabású majmoknak közös őse lehetett, negyven évig tartó tudományos, de máig tartó vallási vitát eredményezett.
A darwinizmus nem csak a biológiai hanem a gazdasági és filozófiai gondolkodást is befolyásolta. Alapja lett pl. a materializmusnak és így közvetetten a marxizmusnak vagy a szociáldarwinizmusnak is. Darwin felfedezése azonban szigorúan csak a földtörténeti evolúcióra érvényes, társadalmi és politikai felhasználása ettől független. A darwinizmus eredményezte a kreacionizmus nevű áltudományt, amely az evolúcióbiológia tényeit vallási alapon próbálja negligálni. A vallásosak egy része nem ismeri a darwinizmust kielégítően, másik része pedig elfogadja és nem tartja összeegyeztethetetlennek a vallást az evolúcióval. II. János Pál pápa fejtette ki, hogy a darwinizmus nem ellentétes a keresztény dogmákkal.

## Charles Darwin
Darwin sokoldalú „reneszánszember” volt. Először orvosnak készült, majd lelkésznek. Érdeklődése azonban legfőképpen a természethez, a természettudományokhoz vonzotta. Nagy örömmel és érdeklődéssel vizsgálta az állatokat, a növényeket és a kövületeket is. 1859-ben jelent meg A fajok eredete című, nagy vitát kiváltott műve, mely azóta a biológiai tudományok alapja lett.

## A fajok eredete
Darwin 1831 és 1836 között részt vett egy 5 évig tartó, térképészeti célú, Föld körüli hajóúton. Természetkutatóként volt jelen a Beagle nevű hajón. Útja során hatalmas botanikai és zoológiai gyűjteményt állított össze, megfigyeléseiről pedig naplót vezetett. Hazaérve egész hátralevő életében ezekre a jegyzetekre alapozva dolgozta ki elméleteit. A naplók ma is megvannak, tartalmuk pedig továbbra is hatással lehet a biológia tudományára.
Föld körüli útján részletesen tanulmányozta pl. Patagónia, Galapagos, a Szent Ilona-sziget valamint számos óceániai sziget élővilágát és kövületeit.
Legközismertebb jegyzeteit Galapagos szigetén készítette és úgy tudjuk, itteni megfigyelései járultak hozzá leginkább a fajok eredetéről szóló elméletének megalapozásához.
Valójában elméletéhez az a tapasztalat is hozzájárult, hogy az emberek a háziállatokat miképpen „hozták létre” vad őseikből. Az ember ugyanis a saját szempontjai szerint, a saját céljainak megfelelően kiválogatja azokat az egyedeket, amelyek a legideálisabbak és ezeket szaporítja tovább. Így azokat a tulajdonságokat örökítik tovább az állatok, amelyek a legmegfelelőbbek a célnak. Darwin úgy gondolta, hogy természet is hasonlóan jár el. A természet célja, hogy az egyedek fitnesze minél jobb legyen. Ezért egy fajon belül mindig azok az egyedek tudnak szaporodni, amelyek a legrátermettebbek. Rátermettségüket bizonyítják túléléssel (jó mimikri, ügyes táplálékszerző-képesség), és a hímek egymás közötti harcával (jó fizikum). Mutációk és véletlen genetikai sodródás révén változások történnek egy-egy állatnál, ami lehet kedvezőtlen vagy kedvező.
Ha a túlélés szempontjából kedvezőtlen a változás, akkor nem jut hozzá az egyed a lehetőséghez, hogy szaporodjon, nem tudja továbbörökíteni hátrányos génjeit, melyek így eltűnnek. Ha azonban az új tulajdonság kedvező, akkor valószínűleg sikeresen szaporodik, továbbörökítve génjeit, és így előnyös tulajdonságait.
Ha több ilyen mutáció történik, akkor létrejöhet egy új faj, melynek egyedei már nem is tudnak az „eredeti” faj egyedeivel közös szaporodóképes utódot világra hozni.
Darwin gondolatait alátámasztották az útja során tapasztalt megfigyelések. A Galapagos-szigeteken a pintyfajok csőreinek változatosságát figyelte meg. A szigeteken 13 pintyfajjal találkozhatott. Mindegyiknek eltérő a csőre, mert másfajta táplálékot fogyasztanak. Darwin (és a mai tudomány) szerint egyetlen pintyfaj lehetett ezek közös őse, mely a szigetre keveredett. Itt az utódok elszaporodtak annyira, hogy veszélybe került a megélhetésük. Végül is szerencsés mutációk következtében egyedek másfajta táplálékra specializálódtak, így kerülve el, vagy legalábbis enyhítve a táplálékért folytatott versengést.
Darwin 1837-ben foglalta írásba ezt az elméletét, de csak 1859-ben jelent meg „A fajok eredete” című könyve, 1868-ban pedig „Az állatok és növények változásai háziasításuk során” c. írása is.
A fejlődés gondolatát az emberre is kiterjesztette. Erről írta 1871-ben „Az ember származása és az ivari kiválasztás” c. művében.

## Darwin felfedezésén alapul…

### Rendszertan
Darwin elméletén alapul a mai rendszertani elmélet. Mai tudásunk szerint az élőlények közös ősöktől erednek. A rendszertanban két faj aszerint kerül közelebb egymáshoz, hogy az evolúcióban milyen távoli a közös ősük. Egy tigrisszúnyog és egy gyötrőszúnyog pl. közelebb áll egymáshoz, mint egy tigrisszúnyog és egy esőthozó pőcsik. Mivel minden szúnyog kétszárnyú és mindkét szúnyogfaj fonalascsápú, a közös ősük is valószínűleg egy fonalascsápú szúnyogfaj lehetett. Az esőthozó pőcsik viszont kevésbé hasonlít a tigrisszúnyogra, mert bár ő is kétszárnyú, nem fonalascsápú, hanem rövidcsápú. Ebből arra lehet következtetni, hogy a közös ősük léte óta több mutáció történt mindkét fajban ahhoz képest, mint amennyi a két szúnyogfaj közös ősének léte óta. Azaz a közös ősük távolibb, így a rendszertanban is távolibb a közös pont.

### Szimbiózis
Szintén a természetes szelekció elmélete magyarázza a szimbiózist, amikor két faj egymáshoz alkalmazkodik, együttélésük mindkét faj számára előnyös valamilyen szempontból. A szimbiózis lehet olyan szélsőséges, hogy a két faj nem is tud fennmaradni egymás nélkül. Ennek a specializációnak az az előnye, hogy egymáshoz magas szinten alkalmazkodott a két faj, más fajokkal pedig nem kell egymás „kegyeiért” versengeniük. Azonban a kockázat is nagyobb, hiszen ha az egyik faj eltűnik, akkor életképtelenné válik a másik is.
Darwin alapozta meg az ökológiai gondolkodásmódot, melynek mostanában – a fajok kihalásának korában – kezdjük felismerni fontosságát. Durrell szavaival élve az "ökológiai gondolkodás egyik gyöngyszeme a macska és a lóhere között kapcsolatot teremteni". Darwin ugyanis arra jött rá, hogy a poszméh az egyetlen rovar, amely képes megporozni a lóherét. Azt is észrevette, hogy a városokhoz, falvakhoz közel több a poszméh-fészek, mint máshol. Ezt pedig arra vezette vissza, hogy a város szélén sok macska él, mely pusztítja az egereket, amelyek viszont előszeretettel fosztogatják a poszméh-fészkeket.

## Viták
Darwin elmélete a maga korában nagy port vert fel. Sokan egyenesen eretnekségnek érezték gondolatait. Másokat az a gondolat bántott, hogy „az ember a majomtól származik”. Pedig ez csupán félreértés. Az elmélet szerint az ember és majom közös őstől származik. Persze hívei is akadtak és olyanok is, akik szívesen tették próbára Darwin tudását. Egy Madagaszkáron élő orchidea-faj, az Angraecum virága sarkantyúszerű, zöld színű, 30 cm hosszú, és csillag alakú fehér kelyhéből csüng ki. Nektárja csupán a 30 cm-es nyúlvány legalsó egy cm-ében található. Néhány botanikus csodálkozva megmutatta ezt a növényt Darwinnak, azt kutatva, hogy vajon milyen állat tudja megporozni. Ő a virág színét és alakját tekintetbe véve arra tippelt, hogy a beporzást minden bizonnyal egy éjjel aktív szenderfaj végzi, melynek pödörnyelve legalább 30 cm. Többen kinevették őt a képtelen ötlet miatt. 40 évvel később azonban felfedeztek Madagaszkáron egy pontosan ilyen szendert, melynek tudományos elnevezése Forma predicta (megjósolt forma) lett.
A későbbiek során is voltak, sőt máig vannak ellenvetések az elmélettel szemben. Az egyik például az, hogy ha a mimikri segíti a túlélést, miért vannak olyan fajok, amelyek kifejezetten felhívják magukra a figyelmet színeikkel. Valójában ezek az élőlények általában mérgezőek, s feltűnő, ijesztő színeik értelme éppen az, hogy figyelmeztesse a ragadozókat, nem érdemes őket megkóstolni sem. A méreggel nem rendelkező feltűnő színű fajok pedig rendszerint valamilyen valóban mérgező fajt utánoznak (pl. a darázspók a darazsat), hasonló célból. A ragadozó nem meri őket megkóstolni túl feltűnő színük miatt.
Egy másik ellenvetés, hogy pl. a páváknak miért egyre nagyobb a mozgásukat akadályozó, feltűnős, díszes farktollaik. Hiszen ez nem előnyös számára. A természet kísérletezései során is előfordulhatnak hibák. A páva farktollai ugyanis éppen az erőnlétét, fitneszét, egészségi állapotát mutatják. Az a hím, amelyik gyönyörű farktollaival együtt is el tud menekülni a ragadozók elől, nyilván nagyon erős, ezt pedig tudják a nőstények és az ilyen „szemrevaló” hímeket választják.